# Ignaux
Ignaux är en kommun i departementet Ariège i regionen Occitanien i södra Frankrike. Kommunen ligger  i kantonen Ax-les-Thermes som ligger i arrondissementet Foix. År 2022 hade Ignaux 126 invånare.

## Befolkningsutveckling
Antalet invånare i kommunen Ignaux
Referens: INSEE